# My God-Given Right
My God-Given Right är det tyska power metal-bandet Helloweens femtonde studioalbum, utgivet i maj 2015 på Nuclear Blast och i Japan på Victor. Singeln "Battle's Won" föregick albumet.
Musikvideor spelades in till titelspåret och "Lost in America".
My God-Given Right nådde åttondeplatsen på den tyska topplistan och en tjugoandraplats på den svenska.

## Låtlista
1. "Heroes" – 3:51
2. "Battle's Won" – 4:53
3. "My God-Given Right" – 3:30
4. "Stay Crazy" – 4:05
5. "Lost in America" – 3:35
6. "Russian Roulé" – 3:53
7. "The Swing of a Fallen World" – 4:53
8. "Like Everybody Else" – 4:04
9. "Creatures in Heaven" – 6:36
10. "If God Loves Rock 'n' Roll" – 3:21
11. "Living on the Edge" – 5:19
12. "Claws" – 5:52
13. "You, Still of War" – 7:21

Bonusspår på den japanska digipakutgåvan
1. "I Wish I Were There" – 4:12
2. "Wicked Game" – 3:56
3. "Free World" – 3:35

## Medverkande
Musiker
- Andi Deris – sång
- Michael Weikath – gitarr
- Sascha Gerstner – gitarr
- Markus Grosskopf – basgitarr
- Dani Löble – trummor

Bidragande musiker
- Olaf Senkbeil – bakgrundssång
- Matthias Ulmer – keyboard
- Billy King – bakgrundssång

Produktion
- Charlie Bauerfeind – producent, inspelningstekniker, mixning
- Thomas Geiger – redigering
- Matthias Ulmer – keyboardarrangemang
- Marcos Moura – illustrationer
- Martin Häusler – omslagskonst, albumkonst, foto